# 阿卡德尔菲亚 (阿肯色州)
阿卡德爾菲亞（英語：Arkadelphia）是位于美国阿肯色州中部克拉克县的县治。根据2020年美國人口普查，共有10,380人；2000年普查時人口比例白人約占68.98%、非裔占26.51%、亞裔占1.29%。